# Еміграція військовиків армії УНР та УГА
Еміграція військовиків армії УНР та УГА була спричинена поразкою української революції 1917–1921. Зазнавши поразки в боях із силами супротивних військ, що переважали, українські війська змушені були відступити на територію сусідніх з Українською Народною Республікою держав — Чехословаччини (понад 4 тис. вояків), Польщі (15 тис.), Румунії (2 тис.). Там вони були інтерновані — роззброєні і примусово оселені в спеціально відведених таборах, зберігаючи при цьому свої управлінські структури (див. Інтерновані формування Армії Української Народної Республіки та Інтерновані формування Української Галицької армії). Після ліквідації статусу інтернованих у Чехословаччині та Румунії 1923 і в Польщі 1924 українські вояки набули статусу політичних емігрантів і розселилися в країнах Європи, перебралися до США й Канади. Тисячі колишніх військових навчалися у вишах Чехословаччини. В Польщі (місто Каліш) українські військові емігранти об'єдналися в українську військову станицю. В Чехословаччині було створено Комітет опіки над емігрантами УГА. Державний центр УНР на еміграції ставив завдання зберегти організаційні основи українського війська і покладав це на штаб міністра військових справ (1926). Роботу в цьому напрямі проводили товариства вояків Армії УНР у Польщі (з 1924 — у Каліші) та Франції (з 1927 — у Парижі), організації колишніх старшин української армії — «Громада старшин 6-ї стрілецької дивізії» в Польщі, «Спілка старшин» у Румунії, «Союз українських старшин» у Чехословаччині. Долею інвалідів опікувалася Українська спілка воєнних інвалідів, заснована 1920 в Каліші. Емігрантські організації також займалися збиранням, систематизацією та виданням військово-історичних матеріалів. Із 1925 в Польщі активно працювало «Українське військово-історичне товариство» (видавало збірку «За державність»), а в Празі — Музей визвольної боротьби України. Еміграція військовиків не була політично однорідною. Прогетьманської орієнтації дотримувалися військові об'єднання «Товариство запорожців» у ЧСР і Союз українських старшин у Берліні. Частина військовиків-емігрантів прилучилася до активної політичної діяльності, брала участь у створенні й роботі Української військової організації та Організації українських націоналістів. На початку 1930-х років на обліку військового міністерства УНР на еміграції перебували 4 тис. старшин, з них 60 служили в арміях європейських країн. У США (Філадельфія, 1924) та Канаді (Вінніпег, 1928) також діяли Українські стрілецькі громади колишні військових українських армій.